# Arturo Colombi
Arturo Alejandro Colombi (Mercedes, Corrientes, 6 de enero de 1958) es un político argentino de la Unión Cívica Radical. Fue Gobernador de Corrientes entre 2005 y 2009

## Carrera política
Arturo Colombi egresó de la Universidad Nacional del Nordeste con el título de Ingeniero Civil. Cursó sus estudios secundarios en la Escuela Normal "Manuel F. Mantilla", en la ciudad de Mercedes. 
Tiene un extenso currículum político, se inició en 1989 siendo Concejal en la Ciudad de Mercedes (Ctes), fue reelecto en 1993. Mientras desarrolló el cargo de Presidente del Comité Departamental UCR de Mercedes. Luego fue Diputado Provincial en 1997-1999.(interrumpido por Intervención Federal) Fue miembro del Comité Central de UCR de la Provincia de Corrientes. Cuando Ricardo Colombi (Primo) asumió la Gobernación de Corrientes, Arturo fue designado inicialmente como Ministro-Secretario General de la Gobernación. Más tarde, al crearse el Ministerio de Obras y Servicios Públicos, fue designado para desempeñar el Cargo de Ministro de esa nueva cartera. Fue elegido como Gobernador en el año 2005.
Colombi era catalogado como uno de los "Radicales K", en referencia a que a pesar de pertenecer a la Unión Cívica Radical apoyaba al gobierno de Néstor Kirchner, conformado por dirigentes del Partido Justicialista, hasta que en el conflicto con el campo Colombi dio por romper relaciones con los Kirchner.

## Contradicción política
Luego de finalizadas las elecciones legislativas provinciales del año 2007, Arturo Colombi y sus partidarios decidieron, para las elecciones generales a Presidente, alinearse tras la propuesta de la candidata Cristina Fernández de Kirchner, quién traía como compañero de fórmula al hasta ese entonces radical Julio César Cleto Cobos.
Una protesta frente a la Casa de Gobierno Provincial, encabezada por el líder ruralista Alfredo de Angeli, en pleno conflicto entre el campo y el Gobierno Nacional, Arturo Colombi lo recibió expresándole todo su apoyo.

## Desarrollo de su gobierno
Durante su gestión, fue importante el desarrollo de obras públicas de infraestructura, entre las que se cuentan el remodelamiento del Aeropuerto de Corrientes, la extensión de la Avenida Costanera en la ciudad capital, la apertura de salas de primeros auxilios, notorios cambios en la Educación, florecimiento del Turismo, etc.
En materia electoral finalizando su mandato emitió un decreto llamando a Convención Constituyente con la intención de reformar un único artículo de la Constitución de la provincia con el objetivo de ser reelecto"
El gobernador y el vicegobernador pueden ser reelegidos hasta por un periodo legal. Asimismo podrán sucederse recíprocamente por un único periodo sin derecho a reelección".
Obteniendo una primera victoria convocado para reformar la constitución provincial. En dicha asamblea, el propio Colombi actuó como convencional constituyente. Uno de los puntos conflictivos de esta asamblea, fue el tratamiento de la reelección al cargo de Gobernador, ya que había sectores que se oponían a la misma e inclusive había quienes especulaban con que Colombi pediría que fuera indefinida. El proyecto reelectivo contemplaba la opción de ejercer el cargo por un segundo período consecutivo, y con la posibilidad de volver a presentarse, pero con un intervalo de un período de por medio a los dos períodos de ejercicio consecutivo.
La segunda victoria se dio en un momento crítico para su partido, porque se sucedió el confuso episodio con su primo y antecesor Ricardo Colombi, que provocó la ruptura de la Unión Cívica Radical, y la salida de Ricardo del Frente de Todos. Este hecho motivó a que Ricardo Colombi se presentase como candidato a Senador Provincial, por un frente opositor, en las elecciones legislativas provinciales. La lista perteneciente a Arturo Colombi, se impuso a la de Ricardo Colombi, colocando a 3 de sus candidatos a Senadores en el Senado Provincial y a 7 de sus candidatos a Diputados, en la Cámara Baja Provincial.
Y la tercera victoria se dio en las elecciones nacionales, ya que Colombi decidió apoyar la candidatura de la doctora Cristina Fernández, en contra de la decisión del Partido Radical que apoyaba la fórmula de Roberto Lavagna. Si bien, esta decisión le valió al Gobernador su expulsión de las filas del radicalismo, con este apoyo logró obtener 2 de las 4 bancas a Diputados Nacionales que estaban en disputa.

## Reelección
Arturo Colombi decidió presentar su candidatura a Gobernador e intentar ser el primer Gobernador de Corrientes en la historia, en ocupar dicho cargo dos veces de manera consecutiva, mediante el voto. La historia indica que gobernadores como Pedro Ferré o Juan Ramón Vidal, fueron reelectos en su cargo, pero mediando por lo menos un mandato de otro gobernador de por medio. Con la Reforma Constitucional de 2007, Arturo Colombi se ve beneficiado para presentar su candidatura a una reelección consecutiva y de manera única. Es por eso que se presentó una vez más al frente de su coalición, Frente de Todos, para las elecciones del 13 de septiembre de 2009. 
A pesar de que se presumía una dura derrota de la coalición gobernante, Arturo Colombi consigue obtener el segundo lugar en las preferencias, tras una reñida elección en la que los tres contendientes (Ricardo Colombi, Arturo Colombi y Fabián Ríos) obtuvieron aproximadamente el 30% de los sufragios. Para la segunda vuelta, programada para el 4 de octubre, la elección se dirimió en balotaje entre los primos Ricardo Colombi (36%) y Arturo Colombi (31%), con la victoria de Ricardo Colombi.

## Controversias
En 2009 el director del periódico Agencia Corrientes, Hernán González Moreno, quien denunció al gobernador y a sectores del radicalismo correntino por corrupción, apareció muerto con un tiro en la cabeza. Tras la denuncia contra el gobernador de la UCR, había recibido amenazas mafiosas contra su persona y sus hijos.En 2015 recibió una pena de tres años de prisión en suspenso y fue inhabilitado a perpetuidad para ejercer cargos públicos, en una causa por irregularidades en el manejo de fondos públicos para la publicidad oficial. Los jueces aplicaron la misma pena para el ex secretario general de la gobernación Carlos Fagúndez y el ex director de Información Pública José Luis Zampa, sentenciados por los delitos de peculado en concurso ideal con el de administración fraudulenta.